# 中山ひとみ
中山 ひとみ（なかやま ひとみ、1955年11月14日 - ）は、日本の弁護士、社会福祉士。内閣新型インフルエンザ等対策推進会議委員。帝人監査役、ロイヤルホールディングス取締役、日本郵便監査役。
第二東京弁護士会副会長、日本弁護士連合会常務理事、総務省行政不服審査会委員、目黒区教育委員長、厚生労働省新型コロナウイルス感染症対策アドバイザリーボード構成員、新型コロナウイルス感染症対策分科会委員、同偏見・差別とプライバシーに関するワーキンググループ座長などを歴任した。

## 来歴
1985年、一橋大学法学部卒業。秌場準一前期ゼミ、川井健後期ゼミ出身。在学中はスキー部の活動を中心に過ごした。卒業後は、女子学生の企業への就職が難しい時代だったため、旧司法試験に合格後、1991年に司法研修所を修了して第二東京弁護士会で弁護士登録する。
霞ヶ関総合法律事務所に所属し、2005年から翌年3月にかけて、第二東京弁護士会の高齢者・障害者財産管理センターにて委員長を務めた。また、2011年には第二東京弁護士会の副会長に就任し、翌年3月まで務めた。2013年（平成25年）には日本弁護士連合会の常務理事に選任され、翌年3月まで務めている。また、母校である一橋大学では、1998年（平成10年）から2002年（平成14年）にかけて如水会の理事を務めるとともに、2001年（平成13年）から2007年（平成19年）にかけて一橋大学後援会の評議員を務めた。そのほか、横浜市立大学にて非常勤講師を務める。
2016年（平成28年）7月から日本電気計器検定所監事。2017年（平成29年）6月から帝人監査役。また、新型コロナウイルス感染症対策本部の新型コロナウイルス感染症対策専門家会議構成員、総務省の行政不服審査会委員、統計数理研究所の研究倫理審査委員会委員・利益相反委員会委員、公益財団法人である自動車製造物責任相談センターの理事、目黒区教育委員長、厚生労働省厚生科学審議会予防接種・ワクチン分科会基本方針部会等諸部会委員、厚生労働省疾病・障害認定審査会委員、国立市景観審議会会長なども兼任した。2020年新型インフルエンザ等対策閣僚会議新型インフルエンザ等対策有識者会議新型コロナウイルス感染症対策分科会委員、新型インフルエンザ等対策閣僚会議新型インフルエンザ等対策有識者会議新型コロナウイルス感染症分科会偏見・差別とプライバシーに関するワーキンググループ（WG）座長、厚生労働省新型コロナウイルス感染症対策アドバイザリーボード構成員、ロイヤルホールディングス取締役。2023年日本郵便監査役。同年新型インフルエンザ等対策推進会議委員に再任。